# Stacje przypływu
Stacje przypływu (tyt. oryg. Stations of the Tide) – powieść fantastycznonaukowa amerykańskiego pisarza Michaela Swanwicka. Powieść ukazała się w 1991 r., polskie wydanie, w tłumaczeniu Piotra W. Cholewy, wydało Wydawnictwo Mag w 1998 r. Powieść otrzymała nagrodę Nebula w 1991 r.

## Fabuła
Bezimienny agent Transferu Technologii przybywa na zacofaną technologicznie planetę Mirandę by odzyskać produkt niebywale zaawansowanej techniki. Artefakt trafił na planetę nielegalnie, a przemycił go na poły legendarny Gregorian. Ten ni to czarownik, ni to prorok mami mieszkańców wizją zalania planety. Ci, którzy mu zaufają będą mogli przeżyć pod wodą.